# Melanagromyza wedeliae
Melanagromyza wedeliae este o specie de muște din genul Melanagromyza, familia Agromyzidae, descrisă de Spencer în anul 1973.
Este endemică în Florida. Conform Catalogue of Life specia Melanagromyza wedeliae nu are subspecii cunoscute.